# Ти-боун и Уизел
«Ти-боун и Уизел» — телевизионный фильм, экранизация произведения Джона Клайна.

## Сюжет
Бывший жулик и чокнутый — не слишком подходящий дуэт на дороге в поисках лучшей жизни. Старая «пушка» и угнанная машина — это всё, чем они располагают, чтобы найти немного удачи и много денег.